# Palmerston (Território do Norte)
Palmerston é uma cidade situada perto de Darwin Harbour e tinha uma população de 33.695 habitantes no censo de 2016, tornando-a a segunda maior cidade do Território do Norte, que é escassamente povoado. Palmerston é uma cidade-satélite planejada de Darwin, que é a capital e maior cidade do Território do Norte da Austrália.